# Alebrasca actinidiae
Alebrasca actinidiae är en insektsart som beskrevs av Hayashi och Toyohi Okada 1994. Alebrasca actinidiae ingår i släktet Alebrasca och familjen dvärgstritar. Inga underarter finns listade i Catalogue of Life.